# Winna Góra (województwo wielkopolskie)
Winna Góra – wieś w Polsce położona w województwie wielkopolskim, w powiecie średzkim, w gminie Środa Wielkopolska. Nazwa pochodzi od powszechnych w okolicy w wiekach średnich winnic (winogrona uprawiano tu do końca XIX wieku).
Wieś duchowna, własność biskupstwa poznańskiego, pod koniec XVI wieku leżała w powiecie pyzdrskim województwa kaliskiego. W latach 1975–1998 miejscowość należała administracyjnie do województwa poznańskiego.

## Historia
Pierwsza wzmianka o Vineus Mons (Winnej Górze) pochodzi z 1250, kiedy to książę Bolesław Pobożny nadał wieś biskupowi poznańskiemu Boguchwałowi. Nie znamy dokładnej daty erygowania parafii winnogórskiej, ale ksiądz Stanisław Kozierowski zauważa, że „prawdopodobnie benedyktyni lubińscy, w rozmaitych okolicach sąsiedzi Awdańców, przez nich popierani, mieli tu kaplicę, nie wiadomo, czy już wtedy św. Michałowi, patronowi Awdańców poświęconą”. Pod koniec XIII wieku we wsi znajdował się dwór biskupa poznańskiego Jana. W 1305 biskup poznański Andrzej z Czermina herbu Zaremba założył na nowo i uposażył kościół parafialny w Winnej Górze. Wieś w 1331 została spustoszona przez Krzyżaków.
W Winnej Górze funkcjonował szpital, założony zapewne przez któregoś z biskupów poznańskich, ale już w 1737 nie istniał, a jego fundusze zaginęły.
W posiadaniu biskupów poznańskich Winna Góra pozostawała do 1796, kiedy to rząd pruski przeprowadził kasatę majątków kościelnych. W 1807 Napoleon nadał Winną Górę wraz z okolicznymi folwarkami generałowi Janowi Henrykowi Dąbrowskiemu. Dąbrowski spędził w Winnej Górze ostatnie lata swojego życia, po nim majątek odziedziczył syn, Bronisław Dąbrowski, a następnie potomkowie córki, Bogusławy z Dąbrowskich Mańkowskiej.
W rękach Mańkowskich Winna Góra pozostawała do 1939. Od 1963 pałac i park były własnością poznańskiego Instytutu Ochrony Roślin, który do dzisiaj posiada we wsi Polową Stację Doświadczalną. Od 2003 wydzierżawiony w prywatne ręce lokalnemu przedsiębiorcy. W pałacu od 1987 znajdowała się niewielka ekspozycja poświęcona generałowi Dąbrowskiemu (początkowo jako samodzielna „Sala Pamięci”, a od 1997 oddział gnieźnieńskiego Muzeum Początków Państwa Polskiego).
Od 10 października 2018 w pałacu w Winnej Górze mieścił się oddział Muzeum Ziemiaństwa w Dobrzycy. W styczniu 2021 roku Pałac Generała Dąbrowskiego w Winnej Górze stał się samodzielną instytucją kultury samorządu województwa wielkopolskiego. Charakter placówki najtrafniej oddaje pojęcie „centrum interpretacji historii", które swą misję realizuje wokół postaci generała Jana Henryka Dąbrowskiego oraz prekursorów i prekursorek pracy organicznej. Pałac Dąbrowski organizuje inicjatywy kulturalne i obywatelskie, nawiązuje współpracę z lokalnym instytucjami i organizacjami oraz bierze udział w budowaniu świadomości regionalnej Wielkopolan. Interdyscyplinarny Zespół Pałacu Dąbrowskiego poszukuje odpowiedzi na pytania o to, jak różne historyczne drogi Polaków do odzyskania niepodległości, związane zarówno z postacią generała Dąbrowskiego, jak i Organiczniczek i Organiczników budujących polską siłę ekonomiczną i społeczną, mogą wspierać rozumienie współczesności oraz inspirować do pracy na rzecz rozwiązywania aktualnych problemów

## Zabytki
- Neoklasycystyczny pałac z 1910.
- Kościół pw. św. Michała Archanioła
barokowy z 1766, w wyniku rozbudowy z 1912 uzyskał neobarokowe prezbiterium i transept. Kaplica grobowa Jana Henryka Dąbrowskiego, pierwotnie, według projektu Seweryna Mielżyńskiego z 1863 neogotycka, w 1912 przebudowana na neobarokową. Wewnątrz sarkofag generała, wzorowany na rzymskim sarkofagu Scypiona Barbatusa.

## Ludzie związani z Winną Górą
- Jan Henryk Dąbrowski – gen. twórca legionów, zmarł w Winnej Górze,
- Maciej Mielżyński – działacz polityczny i społeczny, urodzony w Winnej Górze,
- Stanisław Kupś (1879–1948) – działacz społeczny i polityczny, delegat na Polski Sejm Dzielnicowy w Poznaniu, od 1910 aż do śmierci związany z Winną Górą[9],
- Stanisław Kozierowski – ksiądz, historyk i onomasta, proboszcz miejscowej parafii, zmarł  w Winnej Górze,
- Henryk Mańkowski (1872–1924) – kolekcjoner, numizmatyk, prezes Towarzystwa Numizmatycznego w Krakowie (w latach 1908–1920) i Poznaniu (1920–1924),
- Andrzej Bujakiewicz – dyrygent i pedagog, urodzony w Winnej Górze.

## Turystyka
Przez Winną Górę przebiega czarny szlak rowerowy, łączący Żerków przez Raszewy, Śmiełów, Nową Wieś Podgórną, Czeszewo i Białe Piątkowo z Miłosławiem.

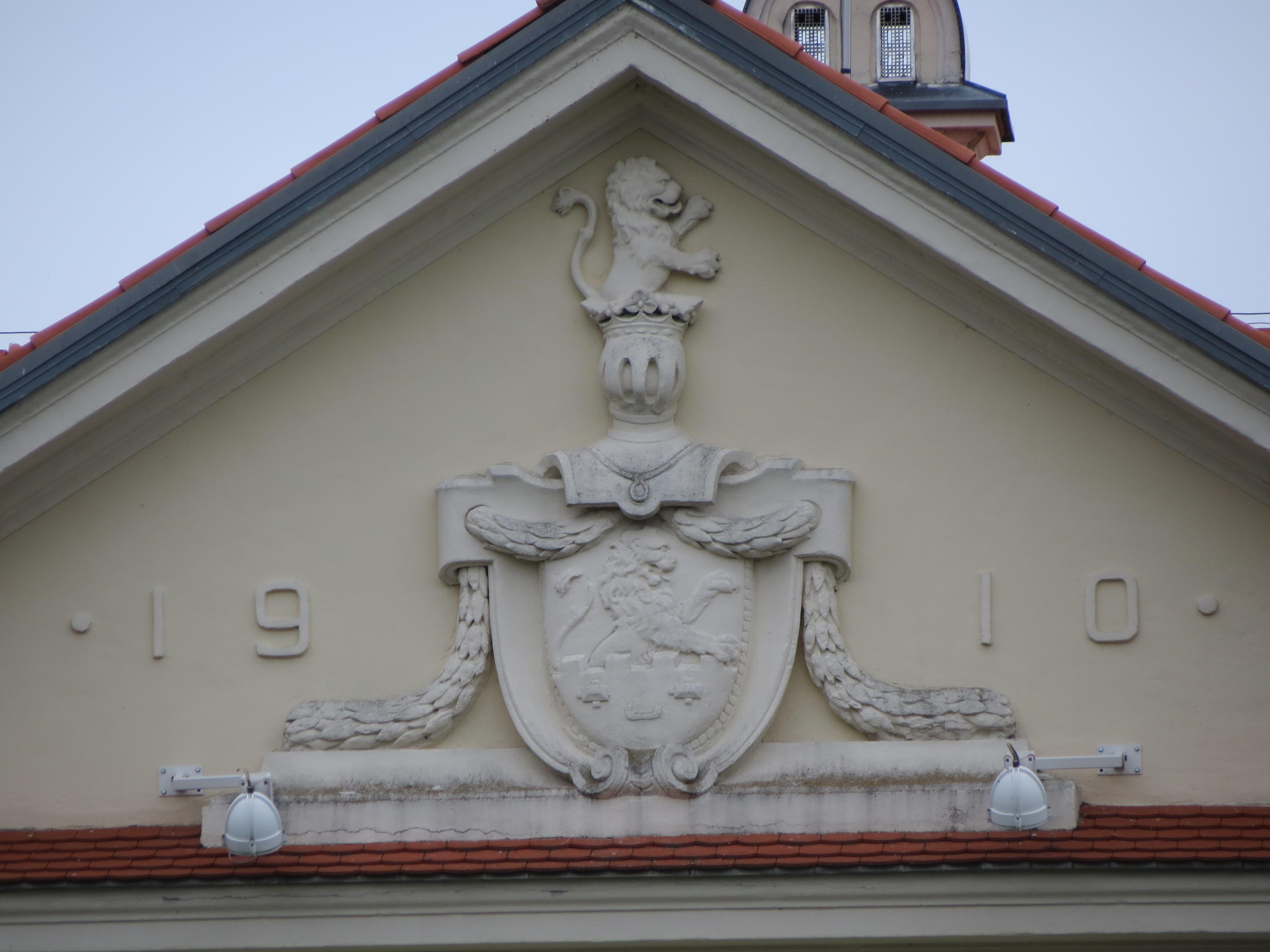
Fronton z herbem
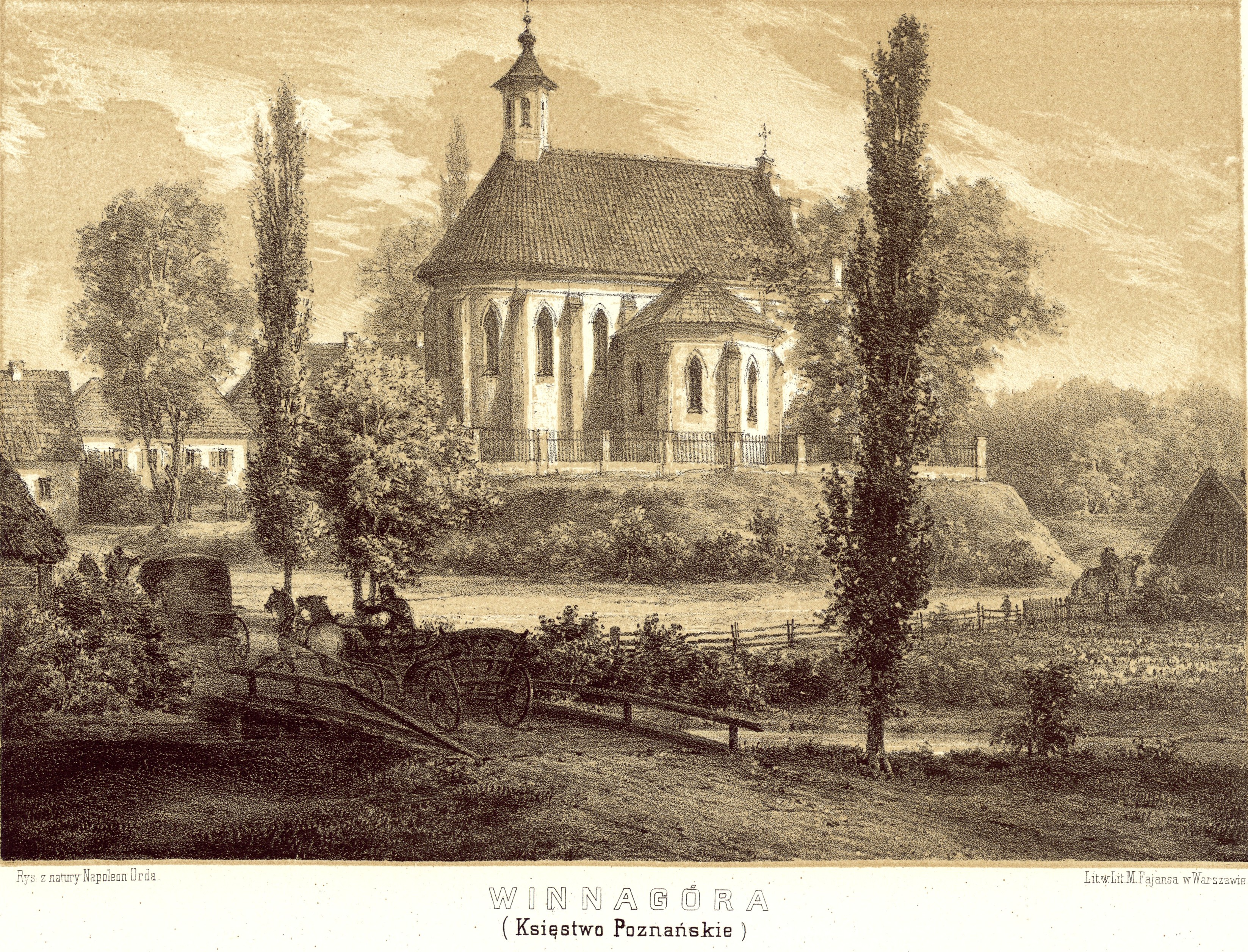
Pałac, litografia N. Ordy (1880)
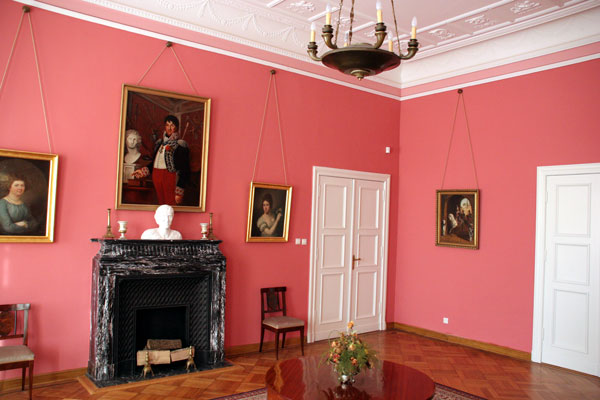
Sala pamięci gen. Dąbrowskiego